# Bhakkar
Bhakkar é uma cidade do Paquistão localizada na província de Punjab.